# Gilbert (Arizona)
Gilbert és un poble al Comtat de Maricopa a Arizona, Estats Units d'Amèrica, de 275.411 habitants segons una estimació de l'Oficina del Cens dels Estats Units l'any 2023. Gilbert és una de les poblacions més poblades del comtat, i la 94a ciutat més poblada del país. És a uns 35 quilòmetres per carretera de la capital d'Arizona, Phoenix.
La ciutat te una àrea de 178,35 km², de les quals 177,80 km² són terra i 0,52 km² són aigua.
Gilbert va ser fundat per William "Bobby" Gilbert, que va proporcionar terra a l'Arizona Eastern Railway el 1902 per construir una línia de ferrocarril entre Phoenix i Florence, Arizona.